# Yves Le Jan
Yves Le Jan (* 15. April 1952 in Grenoble)  ist ein  französischer Mathematiker, der sich mit Wahrscheinlichkeitstheorie und stochastischen Prozessen befasst.
Le Jan studierte ab 1971 an der École normale supérieure mit dem Abschluss 1974 (Agrégation). 1975 wurde er Forscher (Attaché de recherche) beim CNRS (ab 1987 Directeur de recherche) und 1979 wurde er promoviert (Doctorat d’Etat). Seit 1993 ist er Professor an der Universität Paris-Süd. Dort war er 2001 bis 2004 Leiter der Gruppe Wahrscheinlichkeitstheorie und Statistik.
2006 war er Invited Speaker auf dem Internationalen Mathematikerkongress in Madrid (New developments in stochastic dynamics). 2008 wurde er Senior-Mitglied des Institut Universitaire de France. 2011 war er Doob Lecturer auf dem 8th World Congress in Probability and Statistics in Istanbul.
2011 erhielt er den Sophie-Germain-Preis und 1995 den Poncelet-Preis der Academie des Sciences.
2000 bis 2006 war er Herausgeber der Annales de l’Institut Henri Poincaré.

## Schriften
- mit Jacques Franchi Hyperbolic dynamics and Brownian motion : an introduction, Oxford University Press 2012
- mit K. David Elworthy, Xue-Mei Li The Geometry of Filtering, Birkhäuser 2010
- mit K. David Elworthy, Xue-Mei Li On the geometry of diffusion operators and stochastic flows, Springer Verlag 1999
- Markov paths, loops and fields, École d’Été de Probabilités de Saint-Flour XXXVIII-2008, Springer Verlag 2011